# Dicranotropis cervina
Dicranotropis cervina är en insektsart som beskrevs av Frederick Arthur Godfrey Muir 1917. Dicranotropis cervina ingår i släktet Dicranotropis och familjen sporrstritar. Inga underarter finns listade i Catalogue of Life.